# 偏析 (材料)
材料科学において、偏析（へんせき、segregation）とは、材料の特定領域において原子やイオン、分子が濃化する現象を意味する。
偏析は様々な材料において起こりうる。多結晶体では、転位や粒界、積層欠陥や二相界面に不純物が偏析する。溶液においては、表面や相境界において濃度の勾配が生じる。

## 応用
偏析は多結晶材料の特性に大きな影響を及ぼす。例えば、H、O、S、Pなどの元素は粒界脆化を誘起することが知られている。一方、BやCが粒界の強度を向上させたり、有害な元素を粒界から追い出したりするとの報告もある。

## 偏析の理論
母相中の欠陥濃度と偏析領域 (転位や粒界など) の欠陥濃度の関係について種々の理論モデルが提唱されている。

### Langmuir-McLeanの吸着等温式
本モデルは粒界偏析に関する最初のモデル式であり、1957年にMcLeanにより提唱された。本モデルは、以下の仮定に基づいている。
1. 粒界は一様な偏析サイトの集合である。
2. 溶質原子間の相互作用が無視できる。
本モデルによると、母相と粒界のサイト占有率の間には次の関係がある。
{\displaystyle {\frac {X_{b}}{X_{b}^{0}-X_{b}}}={\frac {X_{c}}{1-X_{c}}}\exp \left({\frac {-\Delta G}{RT}}\right)}
ここで，{\displaystyle X_{b}}は粒界サイトの占有率，{\displaystyle X_{b}^{0}}は粒界サイトの最大占有率，{\displaystyle X_{c}}は母相サイトの占有率，そして{\displaystyle \Delta G}は単原子の偏析による自由エネルギー変化であり、偏析エネルギー（segregation energy）と呼ばれる。この式は、表面科学におけるLangmuirの吸着等温式と対応している。
{\displaystyle \Delta G}の値として、McLeanは連続体力学により求めた溶質原子の導入による弾性エネルギー{\displaystyle E_{el}}を用いた。実際には、弾性エネルギーに加えて静電エネルギーや量子力学の効果も{\displaystyle \Delta G}に影響すると考えられる。密度汎関数理論や原子間ポテンシャルを用いた理論計算により、高精度に{\displaystyle \Delta G}を評価できる。